# AF Francesca
Die AF Francesca ist ein 1979 in Dienst gestelltes Fährschiff der italienischen Reederei Adria Ferries. Sie wurde als Domiziana für die Tirrenia – Compagnia italiana di navigazione erbaut und blieb unter diesem Namen bis 2010 im Einsatz. Seit 2011 bedient das Schiff für Adria Ferries die Strecke von Bari nach Durrës.

## Geschichte
Die Domiziana entstand unter der Baunummer 4347 in der Werft von Italcantieri in Castellammare di Stabia und lief am 19. April 1978 vom Stapel. Ursprünglich sollte das Schiff den Namen Domizia tragen. Die Übergabe an die Tirrenia – Compagnia italiana di navigazione erfolgte am 27. Juni 1979. Die Fähre gehörte der aus sechs Einheiten bestehenden Strade-Romane-Klasse an und wurde auf der Strecke von Genua nach Porto Torres eingesetzt.
1987 bis 1988 wurde die Domiziana in der Werft von Fincantieri in Triest umgebaut und von 136 auf 147,99 Meter verlängert. Anschließend kehrte sie in den Fährdienst von Genua nach Porto Torres zurück, den sie noch weitere fünfzehn Jahre bediente. Zuletzt setzte Tirrenia das Schiff von Juli bis September 2003 zwischen Genua, Neapel und Cagliari ein.
Seit September 2003 war die Domiziana für die Adriatica di Navigazione zwischen Bari und Durrës im Einsatz. 2010 befuhr sie kurzzeitig die Strecke von Genua nach Olbia, wurde jedoch im September desselben Jahres in Crotone aufgelegt.
Im Mai 2011 ging das Schiff in den Besitz von Adria Ferries über. Nach einem Werftaufenthalt in Durrës nahm die Fähre im Juli 2011 den Dienst zwischen Bari und Durrës auf. Den Namen AF Francesca erhielt sie im September 2011. Von Oktober bis Dezember desselben Jahres wurde die AF Francesca in Tuzla umgebaut, anschließend kehrte sie in den Fährdienst zurück.
Die AF Francesca verfügt über 296 Kabinen mit insgesamt 859 Betten. Zur Ausstattung der Fähre gehört ein A-la-carte-Restaurant mit Pizzeria, ein Selbstbedienungsrestaurant, mehrere Bars mit weiteren Speisemöglichkeiten, eine Raucherlounge und ein Duty-Free-Shop. Haustiere können in eigens dafür eingerichteten Kabinen mit ihren Besitzern reisen.